# Arielle Hader
Arielle „Ari“ Hader ist eine US-amerikanische Schauspielerin. Sie wurde einem breiten Publikum durch ihre Rolle von Toby Donnelly in der Fernsehserie Grey’s Anatomy bekannt.

## Leben
Hader debütierte 2010 in dem Kurzfilm 12 Floors Up als Filmschauspielerin. Es folgten kleinere Rollen in Filmen und Fernsehserien. Eine größere Rolle übernahm sie 2016 in der Fernsehserie The Noise in Your Head, in dieser sie die Rolle der Susan in sechs Episoden verkörperte. 2017 war sie im Horrorfilm Axeman 2: Overkill in der Rolle der Irma Jean Manly zu sehen. 2018 übernahm sie im Low-Budget-Film Alien Siege – Angriffsziel Erde die weibliche Hauptrolle der Colonel Smith und war außerdem in einer weiteren Rolle als Vasquez zu sehen. Im selben Jahr übernahm sie außerdem die titelgebende Hauptrolle im Kurzfilm Jean Seberg in Bed. 2019 spielte sie in vier Episoden der Fernsehserie Grey’s Anatomy die Rolle von Toby Donnelly. Danach folgten mehrere größere und kleinere Rollen in verschiedenen Kurzfilmproduktionen. 2023 mimte sie in Axeman at Cutters Creek 2, Fortsetzung des Horrorfilms Axeman 2: Overkill, erneut die Rolle der Irma Jean Manly.

## Filmografie (Auswahl)
- 2010: 12 Floors Up (Kurzfilm)
- 2011: Love’s a Bitch, and Then You Die
- 2012: The 47th Floor (Fernsehserie, 4 Episoden)
- 2014: Heavenly (Kurzfilm)
- 2014: Aboard the Carousel
- 2014: Growing Up and Other Lies
- 2015: Harriet and Kate Comedy (Miniserie, Episode 1x05)
- 2015: December: The Deer (Kurzfilm)
- 2016: Break, Blow, Burn
- 2016: Chronologie des Grauens (Murder Book, Fernsehdokuserie, Episode 2x13)
- 2016: Quality Sketch (Fernsehserie, 2 Episoden)
- 2016: The Noise in Your Head (Fernsehserie, 6 Episoden)
- 2016: 13 Stories TV Originals (Fernsehserie, Episode 1x08)
- 2017: Last Kids Picked: Stepping Off the Sidelines (Miniserie)
- 2017: Deadly Sins – Du sollst nicht töten (Deadly Sins, Fernsehdokuserie, Episode 6x07)
- 2017: Axeman 2: Overkill
- 2017: Eleven Hundred to Lubbock
- 2018: Love Scenes, LLC (Mini-Serie)
- 2018: Tournament
- 2018: Alien Siege – Angriffsziel Erde (Alien Siege)
- 2018: Jean Seberg in Bed (Kurzfilm)
- 2019: Grey’s Anatomy (Fernsehserie, 4 Episoden)
- 2019: Recovery
- 2019: Together (Kurzfilm)
- 2019: The Letter Red
- 2019: Ruby (Kurzfilm)
- 2019: Idyll (Kurzfilm)
- 2019: 4:48 (Kurzfilm)
- 2020: The List (Kurzfilm)
- 2022: Viral (Kurzfilm)
- 2023: Axeman at Cutters Creek 2